# Musée du Montparnasse
Ne pas confondre la Villa Vassilieff – anciennement Musée du Montparnasse – avec la villa Marie-Vassilieff, la voie privée dans laquelle se trouve le musée.
Le musée du Montparnasse  est un musée à Paris, ouvert de 1998 à 2013, villa Marie-Vassilieff. Cette voie privée, aussi appelée Chemin du Montparnasse, est une impasse qui aboutit au 21, avenue du Maine, dans le quartier Necker du 15e arrondissement de Paris, .
Fondé par Roger Pic et Jean-Marie Drot, il ouvre ses portes le 28 mai 1998, là où se trouvait, dans les années 1900, l'atelier de la peintre et sculptrice russe Marie Vassilieff. À sa fondation, le musée est piloté par une association à but non lucratif, Les amis du musée du Montparnasse.
La raison d'être du musée reste peu médiatisée. Quand la Ville de Paris, propriétaire du lieu, fait savoir qu'elle ne souhaite pas renouveler le bail d'occupation, cette association s'indigne, mais le musée ferme le 30 septembre 2013
.
Le Musée de La Poste, L'adresse occupe les lieux de février 2013 à février 2014.
L'association Bétonsalon - Centre d'art et de recherche remporte un appel à projets lancé peu après par la Ville de Paris, et, en septembre 2015, y installe un espace consacré aux arts visuels autour de l'histoire du quartier du Montparnasse : la Villa Vassilieff
,
et invite artistes, chercheurs et curateurs à des résidences artiqtiques
,.
En 2020, l'établissement ferme définitivement.